# Danse avec moi (téléfilm)
Pour les articles homonymes, voir Danse avec moi.
Danse avec moi (Come Dance at My Wedding) est un téléfilm américain réalisé par Mark Jean et diffusé le 6 juin 2009 sur Hallmark Channel.

## Fiche technique
- Titre original : Come Dance at My Wedding
- Réalisation : Mark Jean
- Scénario : Jean Abounader, J. B. White
- Durée : 95 minutes
- Pays :  États-Unis

## Distribution
- John Schneider : Tanner Gray
- Brooke Nevin : Cyd Merriman
- Roma Downey : Laura Williams
- Christopher Jacot (en) : Zach Callahan
- Carrie Ruscheinsky : Jessie Lewis
- Sara Canning : Andrea Merriman
- John R. Taylor : Bill Perry
- Anna Ferguson : Louise Perry
- Chelah Horsdal : Nancy Reed
- David Milchard : Reed
- Sydney Stamler : Amber Reed
- Kevin O'Grady : Graham Lewis
- Ethan Benoit : Jared Lewis
- Milana Haines et Mandy Haines : Emily Lewis
- Conrad Coates (en) : Ryan
- Mitchell Newell : Adolescent étudiant la danse
- Genevieve Buechner (en) : Adolescente étudiant la danse
- John Shaw : Mason Brown
- Michael Kopsa (en) : Lee Prather
- Molly Benedictson : Cyd jeune - 1 an
- Tula-Belle Lamirande : Cyd jeune (3-6 ans)
- Gabrielle Lamarche : Cyd jeune - 8 ans
- David Abbott : Prêtre
- Sandra Soares : Danseuse #1
- Leslie Woolman : Danseuse #2
- Lynnell Sura : Danseuse #3
- Emily Ross : Danseuse #4
- Katya Virshilas (en) : Danseuse
- Myles Munroe : Danseur
- Tessa Cunningham : Danseuse